# Ganekogorta
Ganekogorta es una montaña vizcaína situada al sur de Bilbao, en el País Vasco, España. De 999 m de altitud.

## Geografía
El Ganekogorta es la cima más alta del sistema montañoso del sur de Bilbao y se ubica en el término municipal de Alonsótegui. Entre Bilbao y el Ganekogorta se alza el Ganeta, de 687 m, muy frecuentado por los montañeros bilbaínos. La cima principal está constituida por un cresterio cuya cara norte presenta vegetación rasa y tiene una fuerte pendiente que desciende hacia el núcleo urbano de Alonsótegui, mientras que la cara sur es un barranco rocoso que termina en los valles de Oquendo y Zollo.
El cresterio tiene tres cimas bien diferenciadas: al este, el Biderdi, de 871 m, la cima central de 999 m, y el Galarraga de 901 m al oeste. La frontera con Álava está a unos 10 m del vértice geodésico de la cima principal.

## Historia
En su día fue uno de los cinco montes bocineros de Vizcaya, desde donde se llamaba a las Juntas Generales tocando cuernos desde las cimas.
Este monte vio nacer al montañismo vasco; de hecho, la primera asociación de montañeros de Vizcaya, fundada en 1870, se llamaban "ganekogortos". El nombre del monte, Ganekogorta, en euskera quiere decir "cuadra del alto" en castellano.
El vértice geodésico se instaló en 1967. Junto a él hay una mesa de orientación colocada en 2005. A principios de siglo XXI se proyectó un parque eólico en el Ganekogorta para aprovechar la energía de los fuertes vientos habituales en la zona, pero hoy día ese proyecto está de momento en suspenso.

## Rutas
Para ascender al Ganekogorta, la ruta principal es la ascensión previa al Pagasarri. Una vez allí, se toma la pista forestal rumbo al sur hasta llegar al collado de Muñagane, donde el camino se bifurca: un sendero inicia la ascensión al Ganekogorta y el otro bordea la cresta por la cara sur y enlaza con Zollo y la ladera alavesa. La subida desde Zollo o Llodio es bastante dura por el brusco desnivel. Para ello es necesario ascender hasta el collado de Kruziaga, frontera interprovincial (cerca de la fuente de Altxisketa), tomar el camino del oeste y realizar la ascensión. Otra ruta sería salir desde Alonsotegi por el barrio de Azordoiaga, frente a las escuelas municipales, y, por detrás de un chalet de tejado de pizarra, se asciende al monte Tontorra. De allí y por la parte oeste del barrio de Artiba, nos dirigiremos hasta la campa de Gongueda, donde se coge una pista de fuerte pendiente que llega hasta el collado entre Ganekogorta y Paguero.

## Panorama
- Al norte se divisa todo Bilbao, Pagasarri y el monte Sollube.
- Al nordeste se ve el monte Oiz, Galdácano, Durango... y el monte Ereño.
- Al este se ven las peñas del Duranguesado, Udalaitz incluida; si el día está despejado se puede ver la sierra de Aralar.
- Al sur se ve el monte Gorbea y el Aquetegui, los montes mayores del País Vasco.
- Al suroeste se ve Amurrio, Llodio, Orduña y la sierra Salvada.
- Al oeste se ve el valle de Mena y las Encartaciones.
- Y al noroeste se ven los montes de Triano y el abra.